# Pastelero
El pastelero (denominado también pâtissier) es un puesto especializado dentro de la cocina que se dedica a labores de repostería. En la organización de la cocina de ciertos restaurantes (brigade de cuisine) es la persona encargada de elaborar los postres y las masas reposteras. En la posición de este chef puede incluirse también cualquier panadero. 

## Funciones
Hay que resaltar que los trabajos del pastelero pueden iniciarse incluso cuando la comida o cena haya comenzado. El emplatado de los postres a veces se encarga al garde manger. Entre sus funciones se puede encontrar la de elegir un buen vino de postre que encaje correctamente con el postre servido.

## Campeonatos de pastelero
- World Pastry Team Championship
- Coupe du Monde de la Pâtisserie